# 平尚親
平尚親（たいら の ひさちか）は、室町時代後期の官人。山本尚親とも。本姓は平氏とされ、『地下家伝』によると坂上田村麻呂の6世孫・山本荘司坂上頼次の16世孫とされる。

## 概要
山本氏は近江国甲賀郡出身で、山城国洛北岩倉村の小倉山城を拠点とし、全盛期には丹波国や近江国にまで勢力を伸ばした近江佐々木氏・足利氏の被官である。
『地下家伝』によると、文明4年（1472年）2月8日に従五位下・佐渡守に叙任されている。また、その子孫・山本家正は江戸時代に今出川家の諸大夫となり、幕末まで仕えている。